# Challenger de Biella III 2021
El torneo Biella Challenger VII 2021 fue un torneo profesional de tenis. Perteneció al ATP Challenger Series 2021. Se disputó en su 2.ª edición sobre superficie tierra batida, en Biella, Italia entre el 31 de mayo al el 6 de junio de 2021.

## Jugadores participantes del cuadro de individuales
| Favorito | País                  | Jugador                  | Rank1 | Posición en el torneo |
| -------- | --------------------- | ------------------------ | ----- | --------------------- |
| 1        | Bandera de Perú       | Juan Pablo Varillas      | 130   | Segunda ronda         |
| 2        | Bandera de Serbia     | Nikola Milojević         | 140   | Segunda ronda         |
| 3        | Bandera de Alemania   | Daniel Altmaier          | 145   | Primera ronda         |
| 4        | Bandera de Serbia     | Danilo Petrović          | 165   | Primera ronda, retiro |
| 5        | Bandera de Portugal   | Frederico Ferreira Silva | 168   | Segunda ronda         |
| 6        | Bandera de Polonia    | Kacper Żuk               | 173   | Cuartos de final      |
| 7        | Bandera de Eslovaquia | Martin Kližan            | 176   | Segunda ronda         |
| 8        | Bandera de Italia     | Lorenzo Giustino         | 178   | Segunda ronda         |

- 1 Se ha tomado en cuenta el ranking del 24 de mayo de 2021.

### Otros participantes
Los siguientes jugadores recibieron una invitación (wild card), por lo tanto ingresan directamente al cuadro principal (WC):
- Flavio Cobolli
- Stefano Napolitano
- Luca Nardi

Los siguientes jugadores ingresan al cuadro principal tras disputar el cuadro clasificatorio (Q):
- Jacopo Berrettini
- Raúl Brancaccio
- Hugo Grenier
- Camilo Ugo Carabelli

## Campeones

### Individual Masculino
- Holger Rune derrotó en la final a  Marco Trungelliti, 6–3, 5–7, 7–6(5)

### Dobles Masculino
- Tomás Martín Etcheverry /  Renzo Olivo derrotaron en la final a  Luis David Martínez /  David Vega Hernández, 3–6, 6–3, [10–8]